# ميخائيل زوشينكو
میخائیل ميخائيلوفيتش زوشینکو (بالإنجليزية: Mikhail Mikhailovich Zoshchenko - بالروسية:Михаи́л Миха́йлович Зо́щенко) ولد عام 1894 وتوفي العام 1958 في بطرسبورج (ليننجراد سابقا). التحق للدراسة بكلية الحقوق بجامعة بطرسبورج. منذ عام 1921 بدأ في العمل بالأدب، وكان واحدا من جماعة «الإخوة سیرابيون»، وفي العشرينيات والثلاثينيات كان من ألمع أسماء القصة القصيرة في الاتحاد السوفيتي. انتخب زوشينكو في المؤتمر الأول للكتاب السوفيت، الذي عقد عام 1934 عضوا في إدارة اتحاد الكتاب السوفيت. في عام 1935 نشر زوشینکو مجموعة قصص هجائية بعنوان «الكتاب السماوي». واعتبر النقد الأدبي السوفيتي الرسمي أن زوشينكو قد خرج في هذا الكتاب عن أطر الهزل والهجاء الإيجابي، الأمر الذي جعل السلطات تفرض الحظر على نشر كتبه في الاتحاد السوفيتي.
لم تقتصر شهرة زوشينكو على روسيا، فقد أصبح معروفا في الدول الغربية أيضا منذ أن نشرت مجلة «القرص الأحمر» البلجيكية قصته المعنونة «فكتوريا كازيميروفنا» مترجمة إلى اللغة الفرنسية في عام 1923. وكان ذلك أول عمل أدبي (سوفيتي) ينشر في الغرب بعد ثورة اكتوبر 1917. ثم تتابعت ترجمة أعماله إلى أهم اللغات الحية في العالم.

## تاريخ ومقدمة

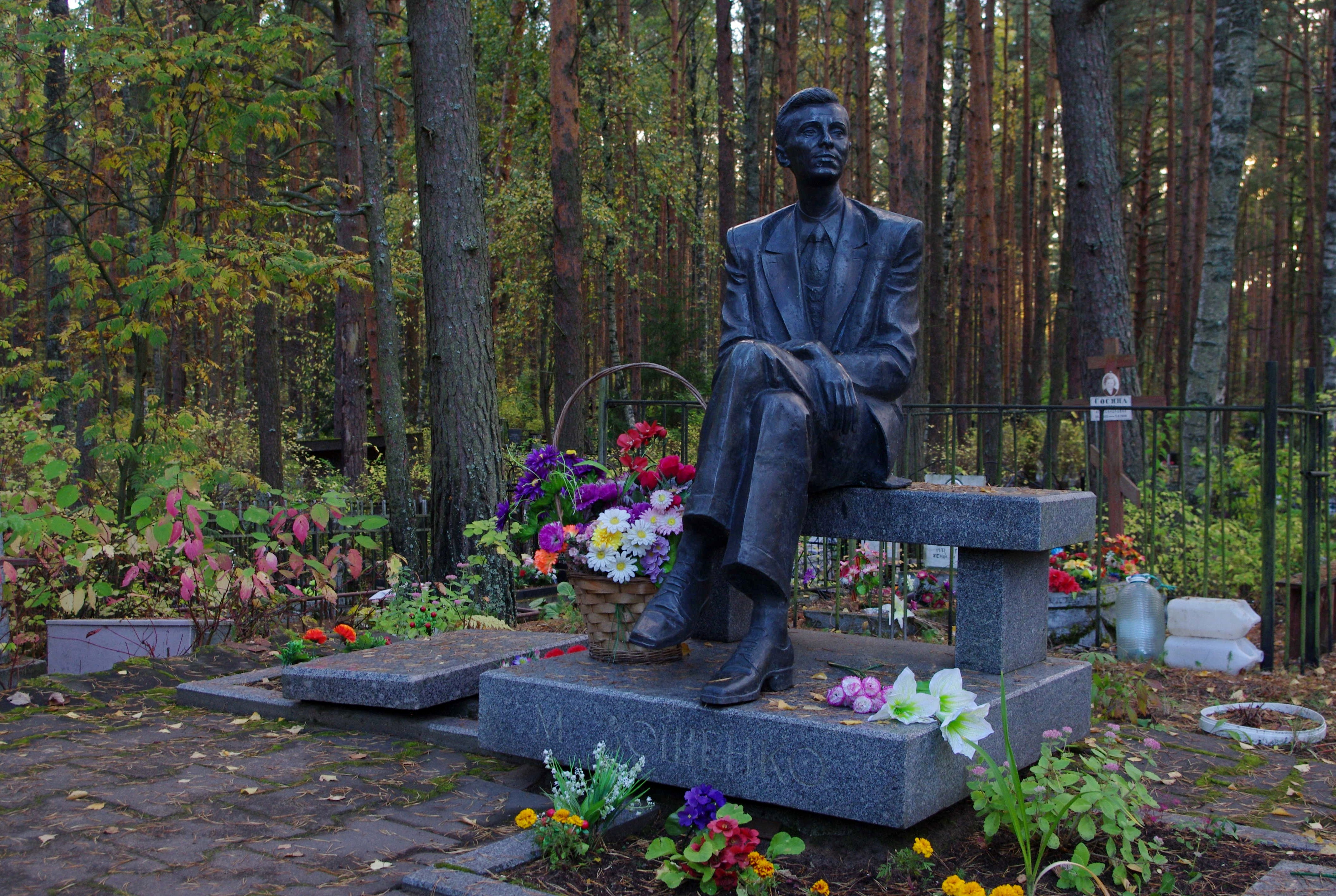
نصب تذكاري عند قبر ميخائيل زوشينكو

في قلب الثورة الدموية التي اندلعت في عام 1917 انتشر الأدب الساخر في روسيا بشكل غريب، وهو أمر ملفت للنظر، فإن كانت الثورة عملا دمويًا عنيفًا في كثير من الأحيان فكيف ولماذا يحدث ذلك؟
في أوائل عام 1922 صدرت المجموعة القصصية الأولى لميخائيل زوشينكو وضجَّ الناس بالضحك ونفد الكتاب من السوق خلال عدة أيام، ثم أخذت دور النشر والمجلات تتسابق على نشر قصص هذا الشاب المدعو ميخائيل زوشينكو حتى جابت شهرته الآفاق، وفي أعوام العشرينيات والثلاثينيات كان من ألمع الأصوات الأدبية في روسيا! وسرعان ما تُرجمت بعض أعماله ونشرت مجلة «القرص الأحمر» البلجيكية قصته المعنونة ”فكتوريا كازيميروفنا” مترجمة إلى اللغة الفرنسية في عام 1923. وكان ذلك أول عمل أدبي (سوفيتي) يُنشر في الغرب بعد ثورة أكتوبر 1917. ثم تتابعت ترجمة أعماله إلى أهم اللغات الحية في العالم.
ولد ميخائيل زوشينكو في ليننجراد/ بطرسبورج عام 1894، وتوفي 22 يوليو 1958. وهو من عائلة فنية. بعد أن أنهى المدرسة الثانوية التحق للدراسة بكلية الحقوق بجامعة بطرسبورج، لكنه لم يكمل الدراسة بها بعد أن قضى فيها بضع سنوات، وتطوع للذهاب إلى الجبهة، وهناك شارك في الجيش القديم أولا (وصل في الخدمة إلى رتبة ضابط أركان، وقد حصل على عدد من الأوسمة) ثم استمر بعد ذلك في الخدمة في الجيش الأحمر.
تنقل في غضون ثلاثة أعوام بين اثنتي عشرة مدينة وعشر مهن مختلفة. ومنذ عام 1921 بدأ في العمل بالأدب وكان واحدًا من جماعة “الإخوة سيرابيون” وهي جماعة أدبية ظهرت في عام 1921 في بتروجراد أخذت اسمها من أحد أبطال روايات الكاتب الألماني أ. هوفمان، واستهدفت البحث عن أساليب واقعية جديدة مع الأخذ بالتجريب الشكلاني ورفض القوالب وعدم الالتزام بالمذاهب السياسية.
انتخب زوشينكو في المؤتمر الأول للكتاب السوفيت، الذي عقد عام 1934 عضوًا في إدارة اتحاد الكتاب السوفيت. في عام 1935 نشر زوشينكو مجموعة قصص هجائية بعنوان “الكتاب السماوى”. واعتبر النقد الأدبى السوفيتي الرسمى أن زوشينكو قد خرج في هذا الكتاب من أطر الهزل والهجاء الإيجابى، الأمر الذي جعل السلطات تفرض الحظر على نشر كتبه في الاتحاد السوفيتى.
كتب زوشينكو إبان الحرب الوطنية العظمى (1941 – 1945) عددًا من المقالات الهجائية الموجهة ضد النازية وزعمائها، بالإضافة إلى بعض السيناريوهات للأفلام الروائية. ولكن أهم ما كتبه في تلك الفترة هو كتابه العظيم: “قبل شروق الشمس” وقد كان موعد نشره غريبًا، فبينما تسابق الكتاب لنشر الروايات الحربية والتغني ببطولات الجندي الروسي نشر زوشينكو هذا الكتاب الذي يحاول فيه البحث عن سبب كآبته واسترجاع حوادث من الطفولة والشباب، بالإضافة إلى الأحلام للتوصل إلى سبب مرض الاكتئاب الذي أصابه، دون جدوى. ويعتقد الخبراء في علم النفس أن زوشينكو استبق في هذا الكتاب بعض الاكتشافات في مجال علم اللاوعى.
صدر في عام 1946 قرار اللجنة المركزية للحزب الشيوعى السوفيتى بعنوان “حول مجلتي “زفيزديا” و”ليننجراد”، الذي انهال فيه النقد اللاذع على إبداع زوشينكو وبعض الكتاب السوفيت الآخرين، الأمر الذي أدى إلى حرمان زوشينكو من العضوية في اتحاد الكتاب السوفيت، وفرض الحظر على نشر مؤلفاته. واضطر الكاتب إلى الانتقال إلى إبداع الترجمة، حيث ترجم بعض القصص للكاتب الفنلندى المعروف مايو لاسيلا.
وبعد موت ستالين استعاد زوشينكو عضوية اتحاد الكتاب. ولكنه حُرِم من تقاضى المعاش التقاعدي بعد بلوغه سن التقاعد. وتمكن زوشينكو عام 1957 من إصدار مختارات من قصصه، لكن صحته تدهورت سريعًا، وقضى آخر سنوات حياته في منزله الصيفى بمدينة سيستروريتسك حيث كان يواجه أزمة نفسية صعبة. توفى زوشينكو في 22 يوليو عام 1958 نتيجة إصابته بالسكتة القلبية. ودفن في مقبرة بلدة سيستروريتسك بضواحى مدينة ليننجراد (بطرسبورج حاليًا).
كنا قد بدأنا بالتساؤل عن سبب انتشار الأدب الساخر في الفترة التي تلت الثورة الروسية، وقد كانت ثورة شديدة الدموية اندلعت مع بدايتها حرب أهلية عنيفة بين الشيوعيين والحرس الأبيض. وقد جرت فظائع وأهوال كثيرة بين الجانبين، بالإضافة إلى اشتراك روسيا في الحرب العالمية الأولى ثم انسحابها.

### مرض زوشينكو
الأكثر غرابة من ذلك أن نعرف أن زوشينكو كان مصابًا بالاكتئاب في أغلب الوقت، وقد حاول أن يتداوى من مرضه بلا فائدة، فكيف يمكن لكاتب مكتئب أن يجعل القارئ يضج من فرط الضحك؟ هذه المتناقضات العجيبة ترتبط طوال الوقت بتاريخ الأدب الروسي، وللسخرية في الأدب الروسي أصول وآباء وأعلام بداية من جوجول العظيم وحتى زمن زوشينكو وبولجاكوف. وكمحاولة للإجابة عن هذه الألغاز سنلقي النظر على الضحك بوصفه وسيلة للتحرر الاجتماعي.
مع وصول البلاشفة إلى كرسي الحكم بدأ فرض نموذج اليوتوبيا الشيوعية بالقوة، وبدأ تدريجيًا اضطهاد عنيف لأصحاب الفكر الحر، وقد قُتل كثير من الأدباء والمفكرين ونُفي الكثيرون، ولا عجب أن هاجرت مجموعة ضخمة من الكتاب والمثقفين في عدة موجات، طالت حتى مكسيم جوركي نفسه الذي كان شيوعيًا مخلصًا، لكنه لم يكن مخلصًا كفاية بالنسبة للشيوعيين والأيديولوجيين المتعصبين.
في ظل هذه الأجواء الكابوسية التي تُبشر بلون أدبي واحد مُمثَّل في الواقعية الاشتراكية، وبنموذج علمي مادي واحد، وفي تبني الدولة وفرضها لأنواع بعينها دون غيرها من الفنون والعلوم والأفكار، قد يُعتبر الضحك وسيلة من وسائل المقاومة!
حاولت السلطة فرض اليوتوبيا الشيوعية بكل أنواع الطرق، وقد تبنت نموذجًا سلوكيًا محددًا لدى المواطن الشيوعي الصالح، وهو أول ما انهال عليه الشاب زوشينكو بالسخرية، وخلف الضحك تكمن المرارة والاكتئاب، ورغم ذلك قامت عبقرية زوشينكو بإخراج منتج أصيل في النهاية يثير الضحك والتفكر والتساؤل. لم يقدم زوشينكو مجرد اسكتشات هزلية، بل جدَّد في الشكل والمضمون.
| آه، أيها الأشقياء.. النور أمر جيد، ولكن الحياة تحت ضوئه ليست كذلك! |
| —ميخائيل زوشينكو                                                   |

في البداية كان زوشينكو يعي التغيرات الضخمة التي قد حدثت في أذواق القراء. قبل اندلاع الثورة البلشفية وتبني الشيوعيين لبرامج تثقيفية واسعة لم تكن حركة القراءة في روسيا مرتبطة سوى بفئات محدودة، وكان الأدب الكلاسيكي الخاص بالعصر الذهبي يناسبها تمامًا من حيث طبيعة الموضوعات الوجودية والأسئلة الدينية والروحية التي ميَّزت الأدب الروسي في ذلك الوقت، والانشغال الكامل بالإجابة عن سؤال: “ما العمل؟”. بعد سيطرة البلاشفة اتسعت رقعة القراءة بشكل ملحوظ، وحاولت السلطة تقديم أدب مؤدلج بسيط يمكن للقارئ البسيط أن يستوعبه بسهولة، وهو منتج لا يمكننا أن نطلق عليه أدبًا في الحقيقة، فهو وصفة أيديولوجية خبيثة فقيرة المضمون.
أدرك زوشينكو ذلك بوضوح فحاول تقديم منتج أدبي جديد يتميز بالبساطة المتناهية في اللغة والأفكار، ورغم ذلك يحمل عمقًا شديدًا. كانت محاولته تشبه محاولة تولستوي التي قام بها في أيامه الأخيرة بشكل ما، حينما حاول أن يقدم أدبًا يمكن للفلاحين أن يقرأوه فقد كان مدركًا هو الآخر لحرمان طبقات هائلة من القراءة، وعدم تعاطيها مع المنتج الأدبي الموجود، لكن تولستوي كان منشغلا بالأسئلة الدينية والروحية، ومواجهة السلطة القيصرية بالعصيان السلمي، أما زوشينكو فقد كان في أجواء مختلفة تمامًا، وحاول وصف المجتمع من حوله بطريقة بسيطة وعميقة في الآن ذاته.

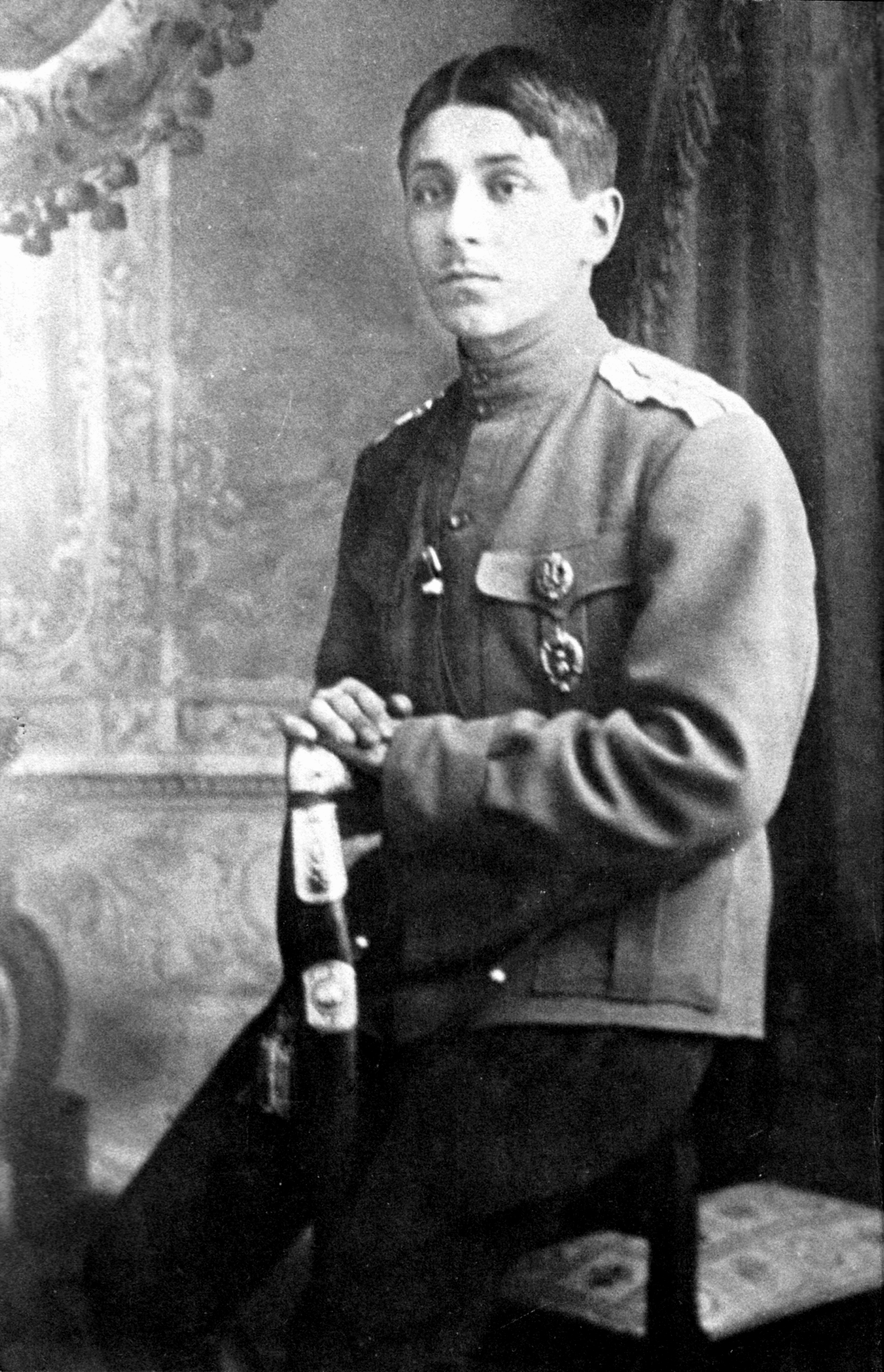
زوشينكو بالزي العسكري، 1915/16.

تحدث زوشينكو عن الشقق المشتركة، وهي الظاهرة الأهم في وقته حيث انتزعت السلطة السوفيتية الملكية من فئات واسعة من الشعب، وأعادت توزيعها، فظهرت الشقق المشتركة حيث تقطن كل أسرة في غرفة ما داخل الشقة، ويكون للشقة إدارة ذاتية، وللبناية أيضًا إدارة تدير شئونها.
وجد الشعب الروسي نفسه في وضع يمر به للمرة الأولى، ففي شقة واحدة تجتمع مختلف الطبقات والقطاعات الروسية المختلفة، ويصبح المطبخ هو المكان الذي يتبادل فيه الأحاديث مواطنون من كافة الاتجاهات والأعمار والوظائف حيث فُرض عليهم أن يعيشوا مع بعضهم البعض، ولم يكن هذا يخلو من المفارقات والمواقف المضحكة بالطبع.
قدَّم زوشينكو في قصصه بانوراما شاملة للمجتمع الروسي في تلك الفترة. تحدث عن الشقق المشتركة وعن الحمامات العامة وعن الشوارع ووسائل المواصلات وعن الكهرباء والفقر والجرائم وأزمة الإسكان والمستشفيات والنظام الطبي… إلخ.
وكان أن أصابت محاولة التقليص بين القارئ العادي والنخبوي نجاحًا هائلا.

جاء في مقال له بعنوان “عن نفسي، وعن النقد، وعن عملي” :
| ميخائيل زوشينكو | ثمَّ رأي يقول إن المطلوب اليوم هو تولستوي الأحمر ، الذي تُروِّج له بعض دور النشر غير الحذرة، ولكن الوسط الذي يعيش فيه الكاتب الآن – يتطلب بالطبع ليس تولستوي الأحمر . المطلوب اليوم شكل أدبي جديد صغير، ارتبط في السابق بتقاليد أدبية سيئة | ميخائيل زوشينكو |

كان الرقباء والنقاد البلاشفة، يقيّمون النص الأدبي من حيث الأهمية الاجتماعية – السياسية، حسب المنظور البلشفي، وليس حسب قيمته الفنية والجمالية. وكان غياب أيديولوجية واضحة لدى زوشينكو قد أتاح لهؤلاء مبررًا لتخوينه ووضعه في خانة أعداء الثورة والبناء الاشتراكي.
هناك بين المؤرخين من أرجع كآبة زوشينكو إلى حرمانه من العطف والحنان بعد وفاة والده وهو ما يزال صبيا يافعًا، وحياة الفقر التي عاشها مع والدته، وهناك من يرى أن سبب كآبته هو تسممه بالغاز السام حين تعرضت الوحدة العسكرية التي كان يقودها إلى هجوم ألماني بالغاز السام خلال إحدى المعارك بالحرب العالمية الأولى. تصرف زوشينكو خلال هذا الهجوم يدل على حرصه على سلامة جنود وحدته أكثر من اهتمامه بسلامته الشخصية؛ حيث نبَّه الضابط الشاب جنوده بضرورة ارتداء الواقيات في حين أنه نسي نفسه، وترك الغاز السام أثرًا بالغًا على صحته، وأعفي على أثرها من الخدمة العسكرية في الجيش القيصري. ولكن الغالب أن كآبته قد نجمت عن بؤس الواقع السوفيتي الذي لا مكان فيه لمثقف يفكر، ولا لكاتب يكشف عن زيف البروباجاندا السوفيتية عن الحياة السعيدة في دولة العمال والفلاحين. جاهد زوشينكو للتغلب على كآبته وكتب: “حاولت تغيير المدن والمهن. أردت الهروب من هذا الكرب الرهيب. شعرت أنه سوف يدمر حياتي”.
في 5 مايو 1954 تم دعوة زوشينكو والشاعرة آنّا أخماتوفا إلى لقاء مع عدد من الطلبة الإنجليز في مقر فرع اتحاد الكتاب في ليننجراد. سأله أحد الطلبة عن رأيه في الاتهامات الموجهة إليه، وإلى الشاعرة ” آنّا أخماتوفا ” في قرار الحزب لعام 1946، فأبدى زوشينكو عدم موافقته على الاتهامات الموجهة إليه، وأجابت آنا أخماتوفا أنها تؤيد هذا القرار، وكانت مضطرة إلى ذلك لأن ابنها الوحيد كان معتقلاً في سيبيريا.

### اضطهاد زوشينكو
وبدأت مرحلة جديدة من اضطهاد زوشينكو وتضييق الخناق عليه، ففي 28 مايو 1954 نشرت صحيفة “ليننجراد سكايا برافدا” تقريرا عن اجتماع عقده فرع الحزب في ليننجراد جرى فيه توجيه نقد لاذع إلى زوشينكو لمعارضته العلنية لقرار حزبي. وفي 15 يونيو عقد في مقر اتحاد الكتاب اجتماع لمحاسبة زوشينكو، وطلبوا منه الإعلان عن ندمه على ما صرَّح به للطلبة الإنجليز، وطلب العفو من الحزب واتحاد الكتاب، ولكن الكاتب المعتز بنفسه وكرامته ألقى كلمة دافع فيها عن نفسه وفند الاتهامات الموجهة إليه بشجاعة، وقال إنه على استعداد لتحمل عواقب اعتراضه على ما جاء من وصف مهين لشخصه وأعماله في قرار الحزب لعام 1946. كان لكلمته تأثير بالغ في نفوس معظم الحضور ما عدا قادة اتحاد الكتاب الذين تربعوا على منصة إدارة الجلسة – المحاكمة. كان من الواضح أن زوشينكو قلب الطاولة على من أرادوا إذلاله، وأن معظم الحضور يتعاطف معه. وهنا قطع رئيس الجلسة “قسطنطين سيمونوف” الصمت وقال: “يبدو أن زوشينكو يستدر العطف” ولم يحقق الاجتماع الغرض الذي انعقد من أجله. وكان نتيجة ذلك أن اشتدت الحملة الصحفية الرسمية ضد زوشينكو ومنعه من النشر وحرمانه من راتبه التقاعدي. ولم تقتصر الحملة الجديدة على الصحف والمجلات بل ساهمت فيها أيضا الإذاعة السوفيتية. تمكن زوشينكو بصعوبة من نشر كتاب واحد يضم مختارات من أعماله في ديسمبر 1957.

### نهاية زوشينكو

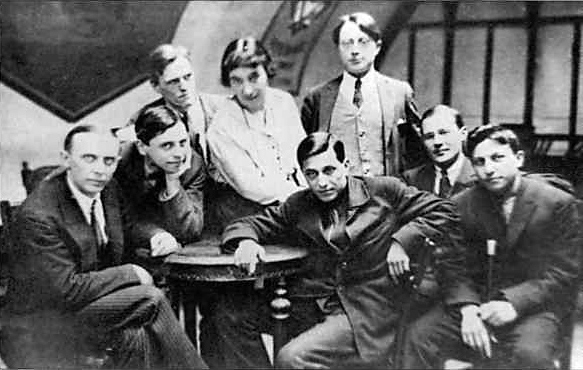
صورة جماعية لمجموعة (الأخوة سيرابيون).

قضى زوشينكو السنوات الأخيرة من حياته مريضًا ومحطمًا نفسيا وفي فقر مدقع بعد حرمانه من راتبه التقاعدي، وبطاقته التموينية، وكان معظم أصدقائه القدامى يخشون من زيارته مخافة الشبهة، ولولا صديقه الوفي كورني تشوكوفسكي لمات جوعًا. ونظرا لمنع كتاباته اضطر إلى ترجمة روايات أجنبية عديدة على أمل الحصول على ما يسد رمقه، ولكن دور النشر اشترطت عليه أن لا يذكر اسمه كمترجم على أغلفة تلك الروايات. واضطر إلى ممارسة مهنة صنع الأحذية التي تعلمها في شبابه. وعندما توفى في تموز 1958 رفضت السلطات في ليننجراد دفنه في مقبرة الكتّاب، فتم دفنه في مقبرة الضاحية التي سكنها في سنواته الأخيرة.
لقد قاوم زوشينكو بكل ما لديه من قوة، ولأنه كاتب حقيقي كان يحمل كل حزن الأمة الروسية على كتفيه. لقد ظل يبحث عن سبب لكآبته دون جدوى، وقاوم بالسخرية المريرة والضحك ذلك الواقع الديستوبي التي حاولت السلطة السوفيتية تقديمه على أنه يوتوبيا ساحرة خلابة. وفي قلب سطوره البسيطة نرى عبقرية فذة، فتنتهي قصته “الفقر” التي لم يتحمل فيها أبطاله مزايا الكهرباء في الشقة حيث اطلعوا على مدى بؤس عيشهم والفاقة التي تحيط بهم: ” آاه أيها الأشقاء… النور أمر جيد، ولكن الحياة تحت ضوئه ليست كذلك”. يقينًا لم تكن السلطة السوفيتية في نظر زوشينكو ضوءًا حقيقيًا. لقد ظلت الأوضاع بائسة، وقد اقترنت بمزيد من التعنت والديكتاتورية والقمع، وحرب رهيبة ضد الإنسان الحر الكريم. لا يمكننا أن نخرج من أسر عبقريته حينما يقدم المستشفيات بأسلوب ساخر مرير في قصته: “قصة مرض” ولا يمكننا إلا أن نضج بالضحك حينما نقرأ الأزمة – الكلب المدرب – الزجاجة – الراحة الصيفية… إلخ.

### ترجمة كتبه
لم يُترجم أي كتاب لزوشينكو إلى العربية، واقتصر الأمر على ترجمة بعض القصص القصيرة القليلة جدًا في بعض المجلات أو المواقع، لذا حاولنا أن نجمع بين دفتي هذا الكتاب مجموعة من قصص زوشينكو القصيرة والطويلة من مختلف الأعوام لتقديم صورة شاملة عن أدبه وقصصه. اخترنا القصص بحرية، وتركناها دون ترتيب زمني حتى يكوِّن القارئ وجهة نظره بحرية في مختلف إبداع زوشينكو. تضم هذه المجموعة أشهر وأفضل القصص التي خطها زوشينكو، وهي في أغلبها قصص قصيرة عدا ثلاث قصص طويلة كان زوشينكو قد نشرها ضمن كتاب: “قصص عاطفية” حاول فيها تقديم لون جديد من القصص العاطفية الهزلية التي تضج بالسخرية والضحك من المجتمع الروسي، وكذلك من المدارس الأدبية التي انتشرت في ذلك الوقت كالشكلانية الروسية. ولم نجعل القصص الثلاث الطويلة في موقع واحد في كتاب حتى نحافظ على إيقاع المجموعة وحيويتها وتنوعها بين القصص القصيرة والطويلة.

## أسلوب زوشينكو

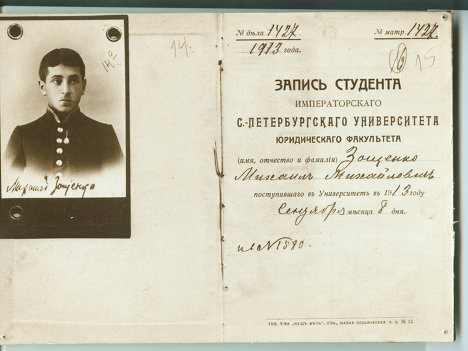
شهادة زوشينكو

وصف زوشينكو في أعماله الحياة اليومية، بمفارقاتها المضحكة، ولا معقوليتها، وظلمها، بلغة ووجهة نظر انسان شبه مثقف، طحنته سنوات الثورة والحرب الأهلية الروسية. بطل جديد، لم يقرأ نيتشة أو يسينين، وتحدث بلغة هجينة هي خليط من اللغة العامية والكليشيهات البيروقراطية للنظام القائم، والتي تترك اثرا سخريا مضحكا بسبب التنافر الصارخ بين الحقيقة والخطاب الحماسي المستخدم في نقلها.
تقع بعض احداث قصص زوشينكو في الشقق المشتركة بين عدة عوائل، حيث تسكن كل عائلة في إحدى غرف الشقة. وثمة حمام واحد ومطبخ مشترك بين تلك العوائل، مما يؤدي إلى مشاجرات كثيرة بينها لأتفه الأسباب، وتقع قصص أخرى في اماكن عامة مثل عربات القطار أو الترام أو المسرح أو المستشفى. وهذه القصص تشكل بمجموعها بانوراما واسعة وشاملة لكل جوانب الحياة اليومية في روسيا خلال العشرينات من القرن الماضي.
لا نجد بين ابطال وشخصيات قصص الكاتب، قادة الحزب وبناة (الجنة) الاشتراكية المزعومة، وغيرها من الموضوعات الرائجة في تلك السنوات، وهي الموضوعات التي كتب عنها زملاؤه في جمعية «اخوان سيرابيون» فسيفولد ايفانوف، فيدين، تيخونوف. في حين ان شخصيات قصص زوشينكو بعيدة عن ايديولوجيا الثورة.
في مقاله «عن الكوميديا في أعمال تشيخوف»، صاغ زوشينكو مفهومه عن السخرية: «السخرية من الأكاذيب والغباء والنفاق والخنوع والغطرسة».
سخر زوشينكو في أعماله من البيروقراطية والفساد والنفاق. وقد قدّر القاريء العادي اسلوب زوشينكو التهكمي هذا، وأبدت النخب الفكرية القديمة والجديدة اعجابها بدقة تصوير الكاتب للواقع الجديد، الذي تراجعت فيه مفاهيم الانسانية والرحمة لآماد طويلة قادمة، في حين راى فيه البلاشفة خطراعلى نظامهم الأستبدادي.

## روابط خارجية
- ميخائيل زوشينكو على موقع IMDb (الإنجليزية)
- ميخائيل زوشينكو على موقع الموسوعة البريطانية (الإنجليزية)
- ميخائيل زوشينكو على موقع مونزينجر (الألمانية)
- ميخائيل زوشينكو على موقع ميوزك برينز (الإنجليزية)
- ميخائيل زوشينكو على موقع ديسكوغز (الإنجليزية)
- ميخائيل زوشينكو على موقع قاعدة بيانات الفيلم (الإنجليزية)